# Eparchie pjatigorská
Eparchie Pjatigorsk je eparchie ruské pravoslavné církve nacházející se v Rusku.

## Území a titul biskupa
Zahrnuje správní hranice území Miněralovodského, Predgorného a Kirovského rajónu Stavropolského kraje, také republik Kabardsko-Balkarsko a Karačajsko-Čerkesko.
Eparchiálnímu biskupovi náleží titul biskup pjatigorský a čerkeský.

## Historie
Dne 22. září 1910 byl zřízen pjatigorský vikariát vladikavkazské eparchie. Poté se stal vikariátem stavropolské eparchie. Dne 27. listopadu 1925 došlo ke zrušení vikariátu.
Roku 1926 nebo 1927 byla zřízena samostatná eparchie oddělením území ze stavropolské eparchie ale zanikla koncem 30. let 20. století.
Dne 22. března 2011 byla rozhodnutím Svatého synodu zřízena pjatigorská eparchie.

## Seznam biskupů

### Pjatigorský vikariát vladikavkazské eparchie
- 1910–1912 Arsenij (Smoleněc)
- 1912–1914 David (Kačachidze)

### Pjatigorský vikariát stavropolské eparchie
- 1923–1925 Iov (Rogožin)

### Pjatigorská eparchie
- 1927–1927 Faddej (Uspenskij), svatořečený mučedník
- 1927–1928 Dimitrij (Dobrosjerdov), svatořečený mučedník
- 1929–1930 Nikifor (Jefimov)
- 1930–1932 Pavel (Vilkovskij)
- 1932–1932 Dimitrij (Dobrosjerdov)
- 1932–1932 Ioasaf (Ževachov), svatořečený mučedník
- 1932–1933 Petr (Saveljev)
- 1933–1939 Mefodij (Abramkin)
  - 1939–2011 eparchie zrušena
- od 2011 Feofilakt (Kurjanov)